# Saint-Martin-Château
Saint-Martin-Château ist eine Gemeinde in Frankreich. Sie gehört zur Region Nouvelle-Aquitaine, zum Département Creuse, zum Arrondissement Guéret und zum Kanton Felletin. 

## Geographie
Sie grenzt im Nordwesten an Saint-Junien-la-Bregère, im Norden an Saint-Pardoux-Morterolles, im Osten an Royère-de-Vassivière und im Süden und im Westen an Peyrat-le-Château. Das Gemeindegebiet liegt im Regionalen Naturpark Millevaches en Limousin.

## Bevölkerungsentwicklung
| Jahr      | 1962 | 1968 | 1975 | 1982 | 1990 | 1999 | 2008 | 2013 |
| --------- | ---- | ---- | ---- | ---- | ---- | ---- | ---- | ---- |
| Einwohner | 373  | 323  | 259  | 219  | 152  | 135  | 148  | 151  |

## Sehenswürdigkeiten
- Der Wasserfall Cascade des Jarrauds des Flusses Maulde

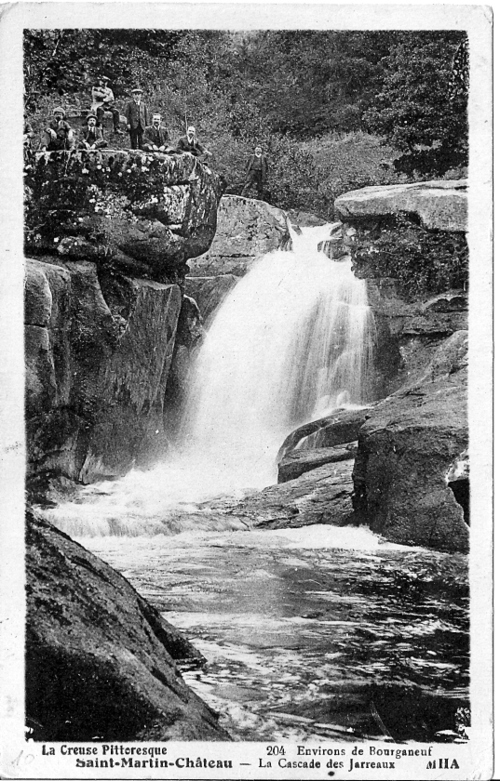
Cascade des Jarrauds